# Jordan Morgan
Jordan Daniel Morgan (Scott Air Force Base, 15 settembre 1991) è un cestista statunitense naturalizzato sloveno.

## Palmarès
- Campionato sloveno: 1

Union Olimpija: 2017-2018